# Elezioni europee del 2009 nei Paesi Bassi
Le elezioni del 2009 per il Parlamento europeo si sono tenute nei Paesi Bassi il 4 giugno.

## Risultati
| Liste  | Liste                                                                                                   | Gruppo    | Voti      | %     | Seggi |
| ------ | --- | --------- | --------- | ----- | ----- |
|        | Appello Cristiano Democratico (CDA)                                                                     | PPE       | 913.233   | 20,05 | 5     |
|        | Partito per la Libertà (PVV)                                                                            | NI        | 772.746   | 16,97 | 4     |
|        | Partito del Lavoro (PvdA)                                                                               | S&D       | 548.691   | 12,05 | 3     |
|        | Partito Popolare per la Libertà e la Democrazia (VVD)                                                   | ALDE      | 518.643   | 11,39 | 3     |
|        | Democratici 66 (D66)                                                                                    | ALDE      | 515.422   | 11,32 | 3     |
|        | Sinistra Verde (GL)                                                                                     | Verdi/ALE | 404.020   | 8,87  | 3     |
|        | Partito Socialista (SP)                                                                                 | GUE/NGL   | 323.269   | 7,10  | 2     |
|        | Unione Cristiana - Partito Politico Riformato • Unione Cristiana (CU) • Partito Politico Riformato (CU) | - ECR EFD | 310.540   | 6,82  | 2 1   |
|        | Partito per gli Animali (PvdD)                                                                          | -         | 157.735   | 3,46  | -     |
|        | Partito dei Whistleblower Europei                                                                       | -         | 21.448    | 0,47  | -     |
|        | Newropeans                                                                                              | -         | 19.840    | 0,44  | -     |
|        | Libertas                                                                                                | -         | 14.612    | 0,32  | -     |
|        | Partito Liberal Democratico                                                                             | -         | 10.757    | 0,24  | -     |
|        | Altri <10.000 voti                                                                                      | -         | 22.908    | 0,51  | -     |
| Totale | Totale                                                                                                  | Totale    | 4.553.864 |       | 25    |